# Championnat de France de rugby à XV 1994-1995
Navigation
1993-1994 1995-1996
Le Championnat de France de rugby à XV 1994-1995, aussi appelé groupe A, oppose 32 clubs répartis en quatre poules. Le championnat démarre en 1994 et se termine par une finale disputée le 6 mai 1995 au Parc des Princes. Le championnat se termine plus tôt que d'habitude en raison de la Coupe du monde qui se déroule du 25 mai au 24 juin 1995 en Afrique du Sud. À l'issue d'une première phase qualificative, les équipes placées aux quatre premières places de chaque poule sont qualifiées pour disputer un Top 16 composé de quatre poules de quatre équipes tandis que les équipes non-qualifiés disputent la coupe André Moga. Les huit équipes classées aux deux premières places de chaque poule du Top 16 disputent ensuite une phase finale sur trois tours à élimination directe.
Les quatre clubs du RC Châteaurenard, du Saint-Paul SR, du RC Mandelieu et de l'US Tyrosse rejoignent l'élite en début de saison. 
Le Castres olympique qui a remporté un Bouclier de Brennus controversé deux ans plus tôt affronte le Stade toulousain, champion sortant.
C'est le Stade toulousain qui remporte le titre de champion de France après sa victoire en finale sur le score de 31 à 16. Le club haut-garonnais obtient son douzième titre de champion de France, établissant un nouveau record, et il réalise le doublé en remportant aussi le Challenge Yves du Manoir.
Toulouse et Castres ainsi que Bègles (finaliste du Du Manoir) se qualifie pour la Coupe d’Europe.
À l'issue de la saison, le groupe A est divisé en deux sous-groupes A1 et A2. Douze clubs forment pour la saison suivante le Groupe A2 : le FC Auch, le RC Châteaurenard, le SC Graulhet, le CA Périgueux, le Stadoceste tarbais, le Saint-Paul SR, le Biarritz olympique, l'Avenir valencien, le RC Mandelieu, le Stade bordelais, le Stade dijonnais et l'US Tyrosse, rejoint par 8 équipes du groupe B.

## Première Division Groupe A
Les quatre premières équipes de chaque poules sont qualifiées pour le Top 16. En cas d'égalité, les équipes sont départagées au nombre de matchs de suspension. Ensuite à la différence de points dans les matchs qui opposent les équipes à égalité.

### Poule 1
| Rang | Club                 | J  | V  | N | D  | Pm  | Pe  | Diff | Pts |
| ---- | -------------------- | -- | -- | - | -- | --- | --- | ---- | --- |
| 1    | USA Perpignan        | 14 | 10 | 1 | 3  | 343 | 201 | +142 | 35  |
| 2    | Stade Toulouse (T)   | 14 | 9  | 1 | 4  | 469 | 223 | +246 | 33  |
| 3    | Montpellier RC       | 14 | 9  | 0 | 5  | 277 | 293 | -16  | 32  |
| 4    | RC Narbonne          | 14 | 8  | 2 | 4  | 305 | 153 | +152 | 32  |
| 5    | FC Auch              | 14 | 8  | 0 | 6  | 231 | 225 | +6   | 30  |
| 6    | SC Graulhet          | 14 | 4  | 0 | 10 | 206 | 341 | -135 | 22  |
| 7    | RC Châteaurenard (P) | 14 | 4  | 0 | 10 | 149 | 355 | -206 | 22  |
| 8    | CA Périgueux         | 14 | 2  | 0 | 12 | 184 | 373 | -189 | 18  |

### Poule 2
| Rang | Club                          | J  | V  | N | D  | Pm  | Pe  | Diff | Pts |
| ---- | ----------------------------- | -- | -- | - | -- | --- | --- | ---- | --- |
| 1    | CA Brive                      | 14 | 10 | 0 | 4  | 356 | 219 | +137 | 34  |
| 2    | CS Bourgoin-Jallieu           | 14 | 9  | 1 | 4  | 303 | 168 | +135 | 33  |
| 3    | Racing Club de France         | 14 | 9  | 0 | 5  | 291 | 225 | +66  | 32  |
| 4    | Castres olympique             | 14 | 8  | 1 | 5  | 384 | 265 | +119 | 31  |
| 5    | RRC Nice                      | 14 | 8  | 1 | 5  | 264 | 229 | +35  | 31  |
| 6    | AS Montferrand                | 14 | 7  | 1 | 6  | 336 | 235 | +101 | 29  |
| 7    | Stadoceste Tarbes             | 14 | 2  | 0 | 12 | 219 | 439 | -220 | 18  |
| 8    | Saint-Paul-lès-Dax Sports (P) | 14 | 1  | 0 | 13 | 218 | 591 | -373 | 16  |

### Poule 3
| Rang | Club                  | J  | V  | N | D  | Pm  | Pe  | Diff | Pts |
| ---- | --------------------- | -- | -- | - | -- | --- | --- | ---- | --- |
| 1    | US Dax                | 14 | 10 | 0 | 4  | 333 | 221 | +112 | 34  |
| 2    | CA Bègles-Bordeaux    | 14 | 10 | 0 | 4  | 378 | 203 | +175 | 34  |
| 3    | SU Agen               | 14 | 9  | 0 | 5  | 326 | 218 | +108 | 32  |
| 4    | RC Nîmes              | 14 | 8  | 0 | 6  | 274 | 294 | -20  | 30  |
| 5    | Biarritz olympique    | 14 | 7  | 1 | 6  | 221 | 245 | -24  | 29  |
| 6    | Section Pau           | 14 | 6  | 1 | 7  | 248 | 262 | -14  | 27  |
| 7    | Avenir Valence-d'Agen | 14 | 3  | 1 | 10 | 229 | 395 | -166 | 21  |
| 8    | RC Mandelieu (P)      | 14 | 1  | 1 | 12 | 185 | 356 | -171 | 17  |

### Poule 4
| Rang | Club              | J  | V | N | D  | Pm  | Pe  | Diff | Pts |
| ---- | ----------------- | -- | - | - | -- | --- | --- | ---- | --- |
| 1    | FC Grenoble       | 14 | 9 | 1 | 4  | 326 | 204 | +122 | 33  |
| 2    | FCS Rumilly       | 14 | 9 | 0 | 5  | 254 | 313 | -59  | 32  |
| 3    | RC Toulon         | 14 | 9 | 0 | 5  | 302 | 208 | +94  | 32  |
| 4    | US Colomiers      | 14 | 8 | 0 | 6  | 351 | 234 | +117 | 30  |
| 5    | Stade Bordeaux UC | 14 | 8 | 0 | 6  | 324 | 240 | +84  | 30  |
| 6    | Aviron Bayonne    | 14 | 7 | 0 | 7  | 247 | 251 | -4   | 28  |
| 7    | Stade Dijon       | 14 | 4 | 1 | 9  | 264 | 364 | -100 | 23  |
| 8    | US Tyrosse (P)    | 14 | 1 | 0 | 13 | 154 | 408 | -254 | 16  |

## Top 16
Les deux premières équipes de chaque poules sont qualifiées pour les quarts de finale.

### Poule 1
| Rang | Club                  | J | V | N | D | Pm  | Pe  | Diff | Pts |
| ---- | --------------------- | - | - | - | - | --- | --- | ---- | --- |
| 1    | USA Perpignan         | 6 | 5 | 0 | 1 | 153 | 93  | +60  | 16  |
| 2    | CA Bègles-Bordeaux    | 6 | 4 | 1 | 1 | 160 | 123 | +37  | 15  |
| 3    | Racing Club de France | 6 | 1 | 1 | 4 | 93  | 157 | -64  | 9   |
| 4    | US Colomiers          | 6 | 1 | 0 | 5 | 109 | 142 | -33  | 8   |

### Poule 2
| Rang | Club           | J | V | N | D | Pm  | Pe  | Diff | Pts |
| ---- | -------------- | - | - | - | - | --- | --- | ---- | --- |
| 1    | Stade Toulouse | 6 | 5 | 1 | 0 | 125 | 80  | +45  | 17  |
| 2    | RC Toulon      | 6 | 4 | 0 | 2 | 149 | 80  | +69  | 14  |
| 3    | CA Brive       | 6 | 2 | 1 | 3 | 139 | 106 | +33  | 11  |
| 4    | RC Nîmes       | 6 | 0 | 0 | 6 | 51  | 198 | -147 | 6   |

### Poule 3
| Rang | Club              | J | V | N | D | Pm  | Pe  | Diff | Pts |
| ---- | ----------------- | - | - | - | - | --- | --- | ---- | --- |
| 1    | US Dax            | 6 | 5 | 0 | 1 | 160 | 91  | +69  | 16  |
| 2    | Castres Olympique | 6 | 4 | 0 | 2 | 127 | 96  | +31  | 14  |
| 3    | FCS Rumilly       | 6 | 2 | 0 | 4 | 92  | 128 | -36  | 10  |
| 4    | Montpellier RC    | 6 | 1 | 0 | 5 | 91  | 155 | -64  | 8   |

### Poule 4
| Rang | Club                | J | V | N | D | Pm  | Pe  | Diff | Pts |
| ---- | ------------------- | - | - | - | - | --- | --- | ---- | --- |
| 1    | CS Bourgoin-Jallieu | 6 | 4 | 0 | 2 | 107 | 81  | +26  | 14  |
| 2    | SU Agen             | 6 | 3 | 1 | 2 | 120 | 113 | +7   | 13  |
| 3    | RC Narbonne         | 6 | 3 | 0 | 3 | 112 | 91  | +21  | 12  |
| 4    | FC Grenoble         | 6 | 1 | 1 | 4 | 63  | 117 | -54  | 9   |

## Phase Finale Groupe A

### Tableau
|  | Quarts de finale                                             | Quarts de finale                         |                   |        | Demi-finales                                          | Demi-finales                                          |  |  | Finale                                   | Finale                                   |
|  | Quarts de finale                                             | Quarts de finale                         |                   |        | Demi-finales                                          | Demi-finales                                          |  |  | Finale                                   | Finale                                   |
|  |                                                              |                                          |                   |        |                                                       |                                                       |  |  |                                          |                                          |
|  | le 15 avril 1995 au Stade du Hameau, Pau                     | le 15 avril 1995 au Stade du Hameau, Pau |                   |        | le 22 avril 1995 au Stade de la Méditerranée, Béziers | le 22 avril 1995 au Stade de la Méditerranée, Béziers |  |  | le 6 mai 1995 au Parc des Princes, Paris | le 6 mai 1995 au Parc des Princes, Paris |
|  | le 15 avril 1995 au Stade du Hameau, Pau                     | le 15 avril 1995 au Stade du Hameau, Pau |                   |        | le 22 avril 1995 au Stade de la Méditerranée, Béziers | le 22 avril 1995 au Stade de la Méditerranée, Béziers |  |  | le 6 mai 1995 au Parc des Princes, Paris | le 6 mai 1995 au Parc des Princes, Paris |
|  | Stade toulousain                                             | 19                                       |                   |        | le 22 avril 1995 au Stade de la Méditerranée, Béziers | le 22 avril 1995 au Stade de la Méditerranée, Béziers |  |  | le 6 mai 1995 au Parc des Princes, Paris | le 6 mai 1995 au Parc des Princes, Paris |
|  | Stade toulousain                                             | 19                                       |                   |        | le 22 avril 1995 au Stade de la Méditerranée, Béziers | le 22 avril 1995 au Stade de la Méditerranée, Béziers |  |  | le 6 mai 1995 au Parc des Princes, Paris | le 6 mai 1995 au Parc des Princes, Paris |
|  | SU Agen                                                      | 6                                        |                   |        | le 22 avril 1995 au Stade de la Méditerranée, Béziers | le 22 avril 1995 au Stade de la Méditerranée, Béziers |  |  | le 6 mai 1995 au Parc des Princes, Paris | le 6 mai 1995 au Parc des Princes, Paris |
|  | SU Agen                                                      | 6                                        | Stade toulousain  | 16     |                                                       |                                                       |  |  | le 6 mai 1995 au Parc des Princes, Paris | le 6 mai 1995 au Parc des Princes, Paris |
|  | le 15 avril 1995 au Stade Marcel Michelin, Clermont-Ferrand  |                                          | Stade toulousain  | 16     |                                                       |                                                       |  |  | le 6 mai 1995 au Parc des Princes, Paris | le 6 mai 1995 au Parc des Princes, Paris |
|  |                                                              | CS Bourgoin-Jallieu                      | 10                |        |                                                       |                                                       |  |  | le 6 mai 1995 au Parc des Princes, Paris | le 6 mai 1995 au Parc des Princes, Paris |
|  | CS Bourgoin-Jallieu                                          | CS Bourgoin-Jallieu                      | 10                | 37     |                                                       |                                                       |  |  | le 6 mai 1995 au Parc des Princes, Paris | le 6 mai 1995 au Parc des Princes, Paris |
|  | CS Bourgoin-Jallieu                                          |                                          |                   | 37     |                                                       |                                                       |  |  | le 6 mai 1995 au Parc des Princes, Paris | le 6 mai 1995 au Parc des Princes, Paris |
|  | CA Bègles-Bordeaux                                           | 11                                       |                   |        |                                                       |                                                       |  |  | le 6 mai 1995 au Parc des Princes, Paris | le 6 mai 1995 au Parc des Princes, Paris |
|  | CA Bègles-Bordeaux                                           | 11                                       | Stade toulousain  | 31     |                                                       |                                                       |  |  |                                          |                                          |
|  | le 16 avril 1995 au Stade des Costières, Nîmes               |                                          | Stade toulousain  | 31     |                                                       |                                                       |  |  |                                          |                                          |
|  |                                                              | Castres olympique                        | 16                |        |                                                       |                                                       |  |  |                                          |                                          |
|  | Castres olympique                                            | Castres olympique                        | 16                | 15 (5) |                                                       |                                                       |  |  |                                          |                                          |
|  | Castres olympique                                            | le 22 avril 1995 au Stadium, Toulouse    |                   | 15 (5) |                                                       |                                                       |  |  |                                          |                                          |
|  | USA Perpignan                                                | 15 (4)                                   |                   |        |                                                       |                                                       |  |  |                                          |                                          |
|  | USA Perpignan                                                | 15 (4)                                   | Castres olympique | 18     |                                                       |                                                       |  |  |                                          |                                          |
|  | le 16 avril 1995 au Parc des sports et de l'amitié, Narbonne |                                          | Castres olympique | 18     |                                                       |                                                       |  |  |                                          |                                          |
|  |                                                              | RC Toulon                                | 13                |        |                                                       |                                                       |  |  |                                          |                                          |
|  | RC Toulon                                                    | RC Toulon                                | 13                | 23     |                                                       |                                                       |  |  |                                          |                                          |
|  | RC Toulon                                                    |                                          |                   | 23     |                                                       |                                                       |  |  |                                          |                                          |
|  | US Dax                                                       | 8                                        |                   |        |                                                       |                                                       |  |  |                                          |                                          |
|  | US Dax                                                       | 8                                        |                   |        |                                                       |                                                       |  |  |                                          |                                          |

### Quarts de finale
| 15 avril 1995 | Stade toulousain                                                                                   | 19 – 6 (0 – 3) | SU Agen                                             | Stade du Hameau, Pau 7 800 spectateurs Arbitre : Didier Mené |
| 15 avril 1995 | Essai(s) : Ougier (67e), Castaignède (70e), Ntamack (80e) Transformation(s) : Deylaud 2 (70e, 80e) |                | Pénalité(s) : Campan (74e) Drop(s) : Montlaur (1re) | Stade du Hameau, Pau 7 800 spectateurs Arbitre : Didier Mené |
| 15 avril 1995 | |                |                                                     | Stade du Hameau, Pau 7 800 spectateurs Arbitre : Didier Mené |

|  | CS Bourgoin-Jallieu | 37 – 11 | CA Bègles-Bordeaux |  |
|  |                     |         |                    |  |
|  |                     |         |                    |  |

| 16 avril 1995 | Castres olympique                                                             | 15 – 15 a. p. 5-4 t.a.b. (9 - 6, 12 - 12, 12 - 12) | USA Perpignan                                                                 | Stade des Costières, Nîmes |
| 16 avril 1995 | Pénalité(s) : Savy 5 (11e, 37e, 40e, 65e, 107e) Carton(s) jaune(s) : Jeannard |                                                    | Pénalité(s) : Tréséné 5 (15e, 31e, 53e, 62e, 109e) Carton(s) jaune(s) : Boher | Stade des Costières, Nîmes |
| 16 avril 1995 |                                                                               |                                                    |                                                                               | Stade des Costières, Nîmes |

|  | RC Toulon | 23 – 8 | US Dax |  |
|  |           |        |        |  |
|  |           |        |        |  |

### Demi-finales
| 22 avril 1995 | Stade toulousain                                                                                               | 16 – 10 (6 – 0) | CS Bourgoin-Jallieu ---- 1 Vessiller - 2 Grange - 3 Morgan 4 Guilliet - 5 Cécillon 6 Chazalet - 8 Brunat (puis Nibelle) - 7 Malafosse 9 Mazille - 10 Favre 11 Venditti - 12 Cassagne - 13 Glas - 14 Rouchier 15 Geany ---- | Stade de la Méditerranée, Béziers 14 307 spectateurs Arbitre : Marc Daroque |
| 22 avril 1995 | Essai(s) : Ntamack (80e) Transformation(s) : Deylaud (80e) Pénalité(s) : Ntamack (40e) Drop(s) : Deylaud (31e) |                 | Essai(s) : Favre (42e) Transformation(s) : Favre (42e) Pénalité(s) : Favre (42e) | Stade de la Méditerranée, Béziers 14 307 spectateurs Arbitre : Marc Daroque |
| 22 avril 1995 | |                 | | Stade de la Méditerranée, Béziers 14 307 spectateurs Arbitre : Marc Daroque |

|  | Castres olympique | 18 – 13 | RC Toulon |  |
|  |                   |         |           |  |
|  |                   |         |           |  |

### Petite Finale
| 6 mai 1995 | CS Bourgoin-Jallieu | 45 – 38 | RC Toulon | Stade Jean Bouin, Paris |
| 6 mai 1995 |                     |         |           | Stade Jean Bouin, Paris |
| 6 mai 1995 |                     |         |           | Stade Jean Bouin, Paris |

### Finale
(mt : 6 – 16)
Points marqués : 
- Toulouse : 1 essai d'Ougier (70e) ; 1 transformation de Deylaud (70e) ; 7 pénalités de Deylaud (5e, 20e, 45e, 49e, 54e, 57e, 74e) et 1 drop de Deylaud (79e)
- Castres : 1 essai de Séguier (16e) ; 1 transformation de Savy (16e) ; 2 pénalités de Savy (9e, 28e) et 1 drop de Rui (2e)

Évolution du score : 0-3, 3-3, 3-6, 3-13, 6-13, 6-16, 9-16, 12-16, 15-16, 18-16, 25-16, 28-16, 31-16
Arbitre : Pascal
Résumé
Le Castres olympique se qualifie pour la finale après avoir passé de justesse le tour qualificatif au Top 16 et avoir fait match nul en quart de finale. Il cède cependant face au Stade toulousain qui conserve ainsi son titre de champion de France.
| Stade toulousain · Titulaires · Stéphane Ougier 15 · Émile Ntamack 14 · Philippe Carbonneau 13 · Thomas Castaignède 12 · David Berty 11 · Christophe Deylaud 10 · 35e Jérôme Cazalbou 9 · Albert Cigagna 8 · Régis Sonnes 7 · 76e Didier Lacroix 6 · Franck Belot 5 · Hugues Miorin 4 · Claude Portolan 3 · Patrick Soula 2 · Christian Califano 1 · Remplaçants · Pascal Lasserre 16 · Christophe Guiter 17 · 76e Richard Castel 18 · Hervé Manent 19 · 35e Éric Artiguste 20 · Olivier Carbonneau 21 · Entraîneurs · Guy Novès · Serge Laïrle |  | Castres olympique · Titulaires · 15 Cyril Savy · 14 Philippe Escalle · 13 Alain Hyardet · 12 Jean-Marc Aué · 11 Christophe Lucquiaud · 10 Francis Rui · 9 Frédéric Séguier · 8 Jean-Philippe Swiadek · 7 Gilbert Pagès · 6 José Díaz · 5 Jean-François Gourragne · 4 Guy Jeannard 67e · 3 Thierry Lafforgue · 2 Christian Batut 46e · 1 Laurent Toussaint · Remplaçants · 16 Jean-Luc Vidal · 17 Christophe Urios 46e · 18 Colin Gaston 67e · 19 Frédéric Gommard · 20 Nicolas Combes · 21 Laurent Labit · Entraîneurs · Jean-Marie Barsalou · Thierry Merlos |

## Coupe André Moga
En raison des modifications de la formule du championnat de Première Division attendue pour la saison suivante (création de sous-groupes A1 et A2), les équipes terminant premières seront reversées dans le groupe A1. Les autres équipes, rejointes par les quart-de-finalistes du groupe B formeront le groupe A2. En cas d'égalité, les équipes sont départagées au nombre de matchs de suspension. Ensuite à la différence de points dans les matchs qui opposent les équipes à égalité.